# Портрет Григория Ивановича Лисаневича
«Портрет Григория Ивановича Лисаневича» — картина Джорджа Доу и его мастерской, из Военной галереи Зимнего дворца.
Картина представляет собой погрудный портрет в профиль генерал-лейтенанта графа Григория Ивановича Лисаневича из состава Военной галереи Зимнего дворца.
К началу Отечественной войны 1812 года генерал-майор Лисаневич был шефом Чугуевского уланского полка и находился в Дунайской армии адмирала П. В. Чичагова, прикрывал русско-австрийскую границу в Волынской губернии и затем сражался против французов в белорусских губерниях. Во время Заграничных походов 1813 и 1814 годов сражался в Силезии, Саксонии, Пруссии и Франции, за отличие в сражении при Труа был произведён в генерал-лейтенанты.
Изображён в генеральском мундире, введённом для кавалерийских генералов 6 апреля 1814 года. Слева на груди звезда ордена Св. Анны 1-й степени; на шее кресты орденов Св. Георгия 3-го класса и Св. Владимира 2-й степени; по борту мундира кресты австрийского ордена Леопольда 2-й степени и прусского ордена Пур ле мерит; справа на груди золотой крест «За взятие Базарджика», серебряная медаль «В память Отечественной войны 1812 года» на Андреевской ленте, бронзовая дворянская медаль «В память Отечественной войны 1812 года» на Владимирской ленте и звезда ордена Св. Владимира 2-й степени. Подпись на раме с ошибкой в инициалах: I. Н. Лисаневичъ 1й, Генералъ Лейтенантъ.
7 августа 1820 года Комитетом Главного штаба по аттестации Лисаневич был включён в список «генералов, заслуживающих быть написанными в галерею» и 17 марта 1821 года император Александр I приказал написать его портрет. Сам Лисаневич с 1820 года находился в отставке и проживал в своём имении под Александрией в Херсонской губернии. Известно, что он в феврале 1821 года приехал в Санкт-Петербург, и, вероятно, сразу после императорского повеления встретился с Доу. Гонорар Доу за написанный портрет был выплачен 20 апреля 1821 года. Готовый портрет поступил в Эрмитаж 7 сентября 1825 года.
В 1848 году в мастерской К. Края по рисунку И. А. Клюквина с портрета была сделана датированная литография, опубликованная в книге «Император Александр I и его сподвижники» и впоследствии неоднократно репродуцированная. В части тиража была напечатана другая литография с этого портрета, отличающаяся мелкими деталями и отсутствием подписи художника.